# 志染町御坂
志染町御坂（しじみちょうみさか）は、兵庫県三木市にある大字。郵便番号は673-0516。

## 地理

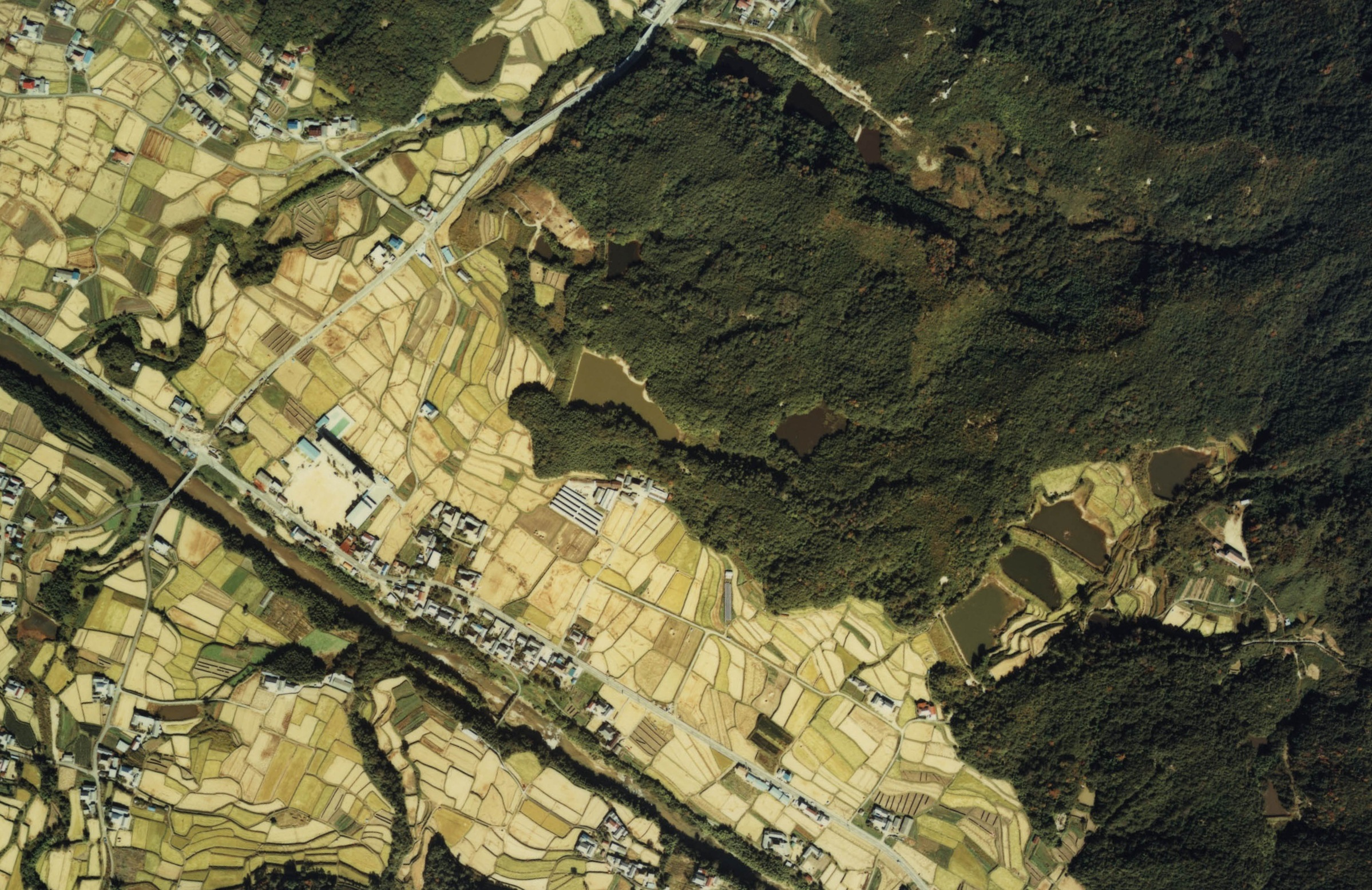
1979年度の志染町御坂

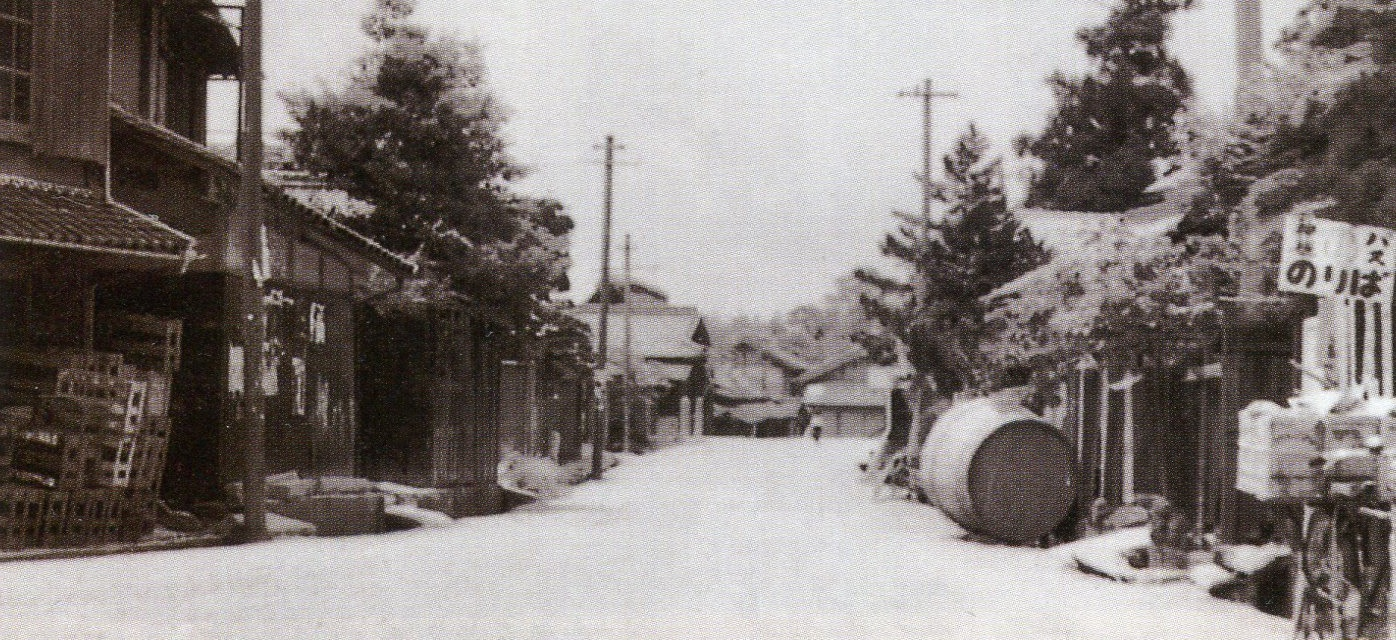
志染町御坂の中心部
1955年以前撮影

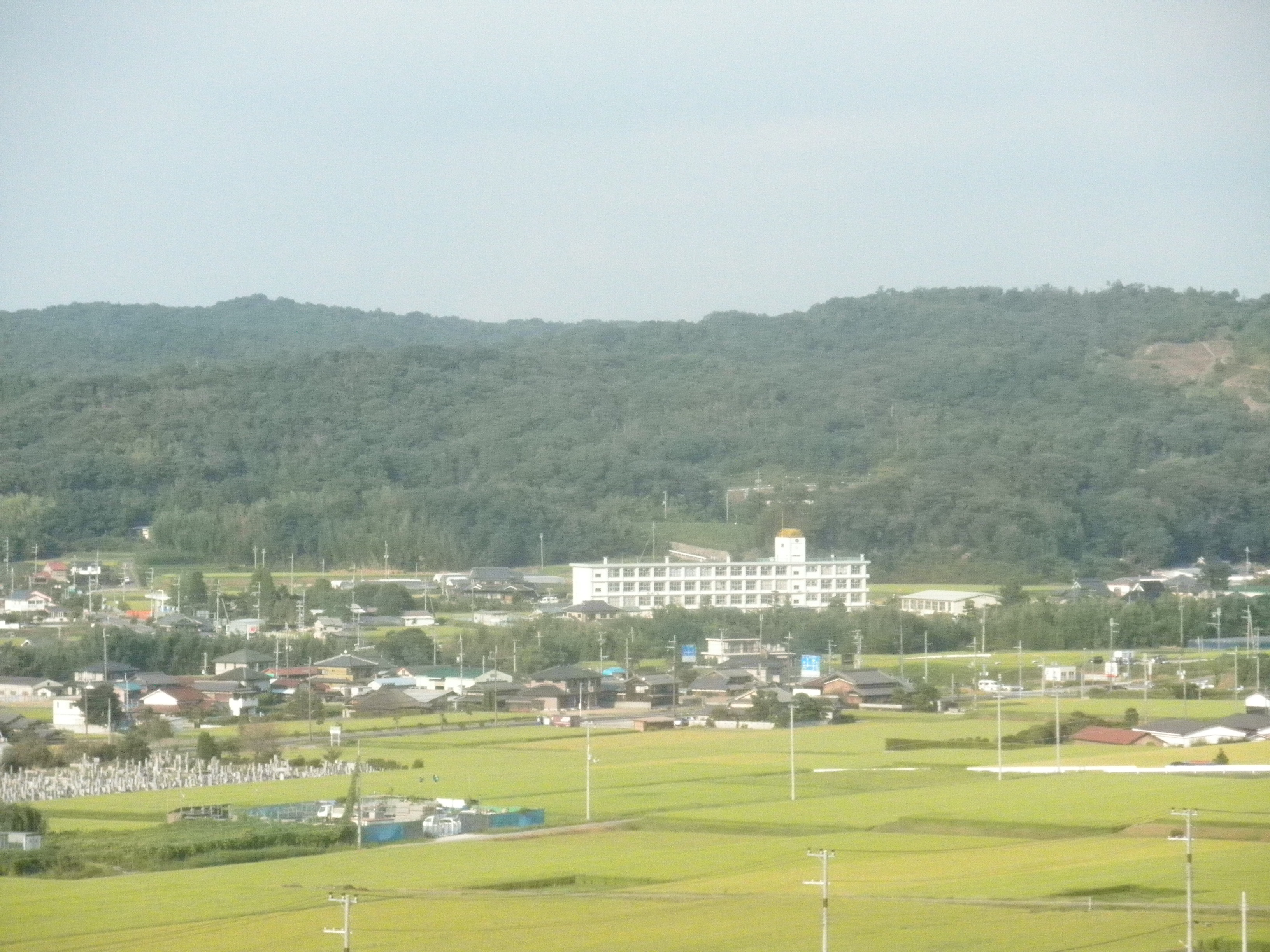
志染町御坂の街並み
2010年9月3日撮影

- 志染川の北側に位置し、三木東インターチェンジが位置している。古くは「上村」と呼ばれており、御坂神社（建立当時は三坂神社）が建立されると、三坂村と呼ぶようになり、後に御坂と呼ぶようになった。[4][5]東側は志染町戸田・西側は志染町窟屋・南側は志染町三津田・北側は志染町大谷と接する。

## 歴史
- 1954年7月1日 - 三木市を新設し、三木市志染町御坂になる。

### 字域の変遷
| 実施前               | 実施年       | 実施後           |
| -------------------- | ------------ | ---------------- |
| 美嚢郡志染村大字御坂 | 1954年7月1日 | 三木市志染町御坂 |

## 世帯数と人口
2022年（令和4年）2月28日現在の世帯数と人口は以下の通りである。
| 町丁       | 世帯数  | 人口  |
| ---------- | ------- | ----- |
| 志染町御坂 | 113世帯 | 226人 |

## 小・中学校の学区
市立小・中学校に通う場合、学区は以下の通りとなる。
| 番地 | 小学校             | 中学校               |
| ---- | ------------------ | -------------------- |
| 全域 | 三木市立志染小学校 | 三木市立緑が丘中学校 |

## 施設

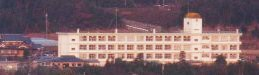
三木市立志染小学校
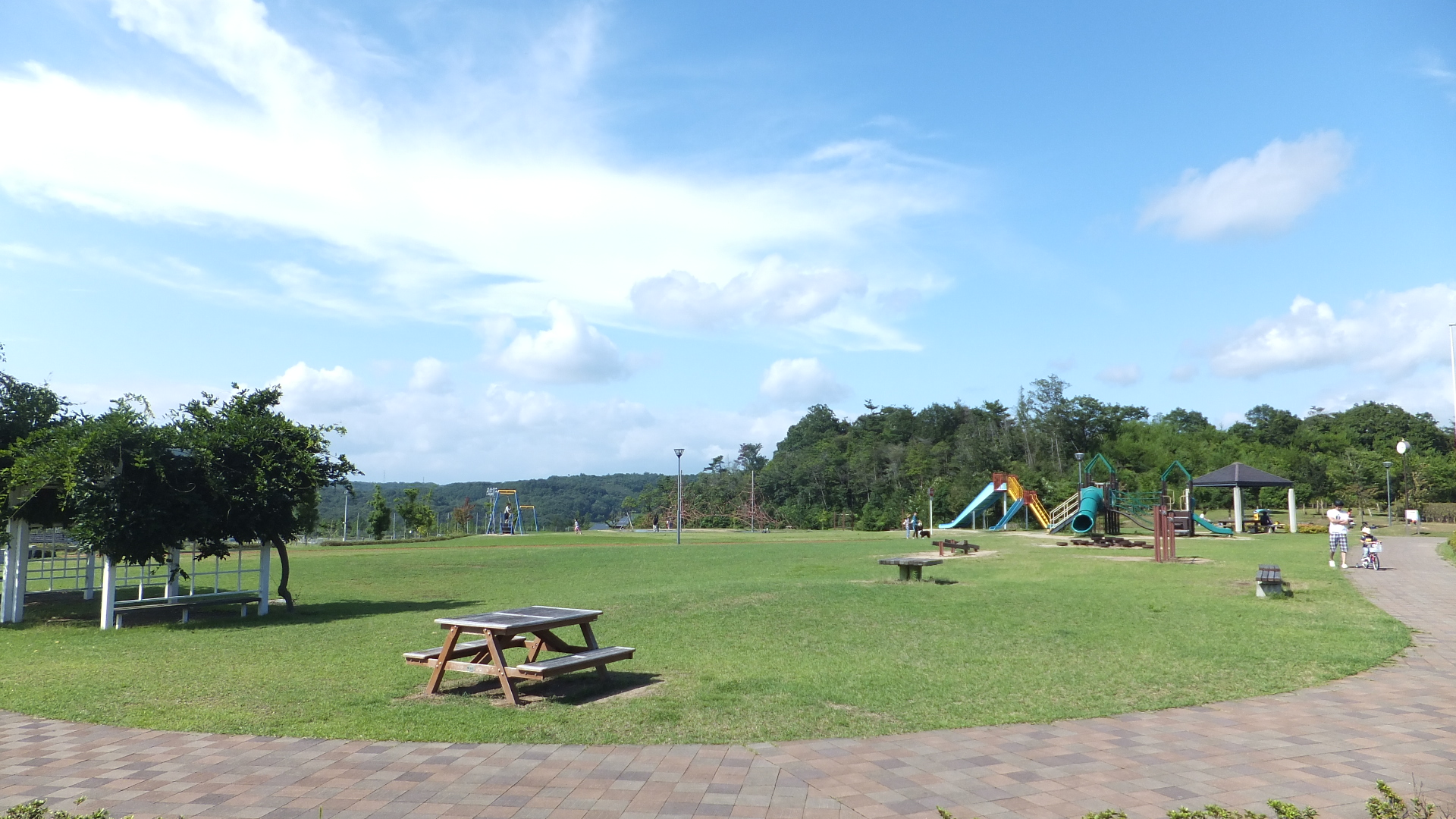
兵庫県立三木防災公園（住所は志染町三津田である）
- 兵庫県消防学校
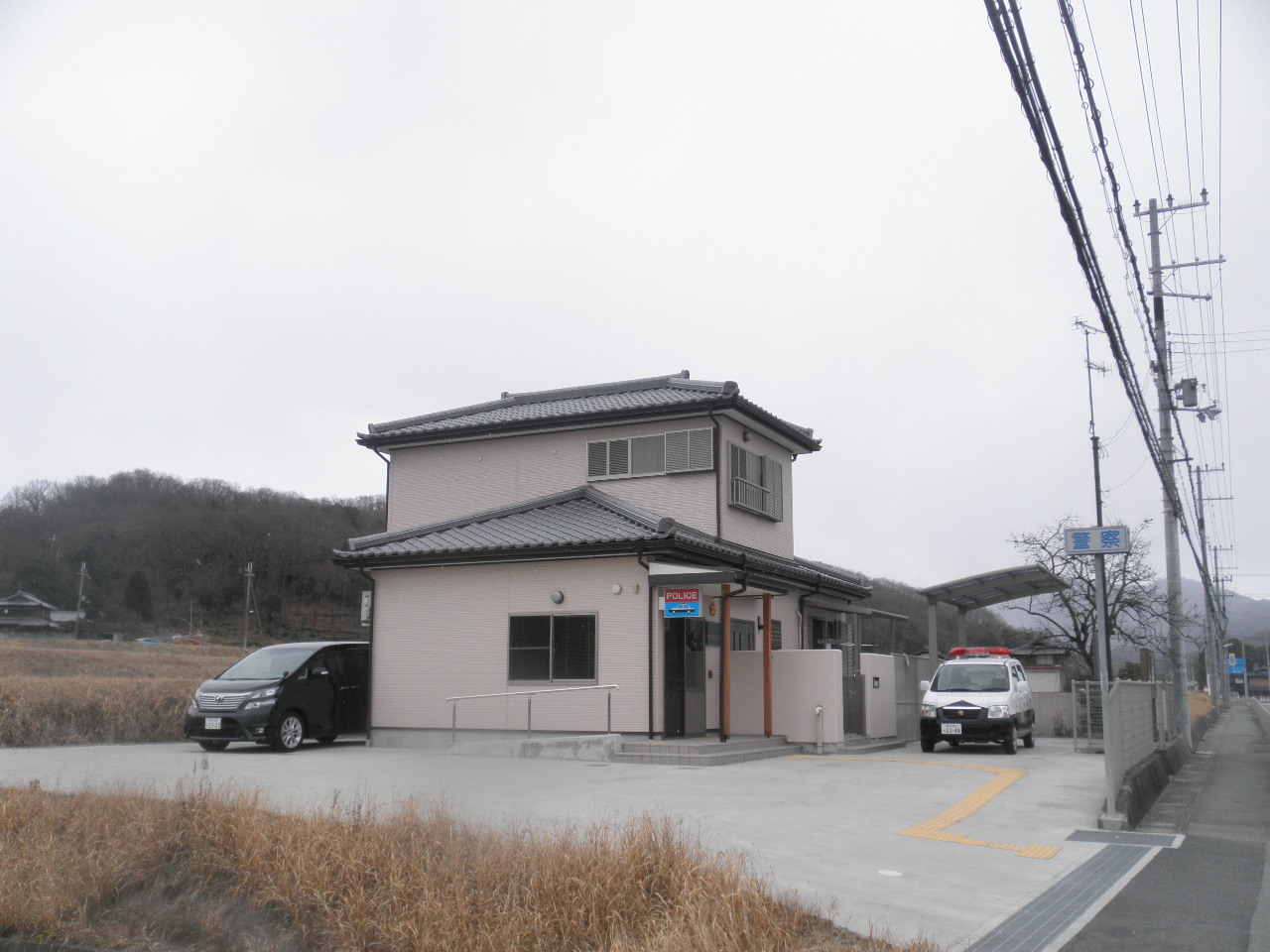
三木警察署御坂駐在所
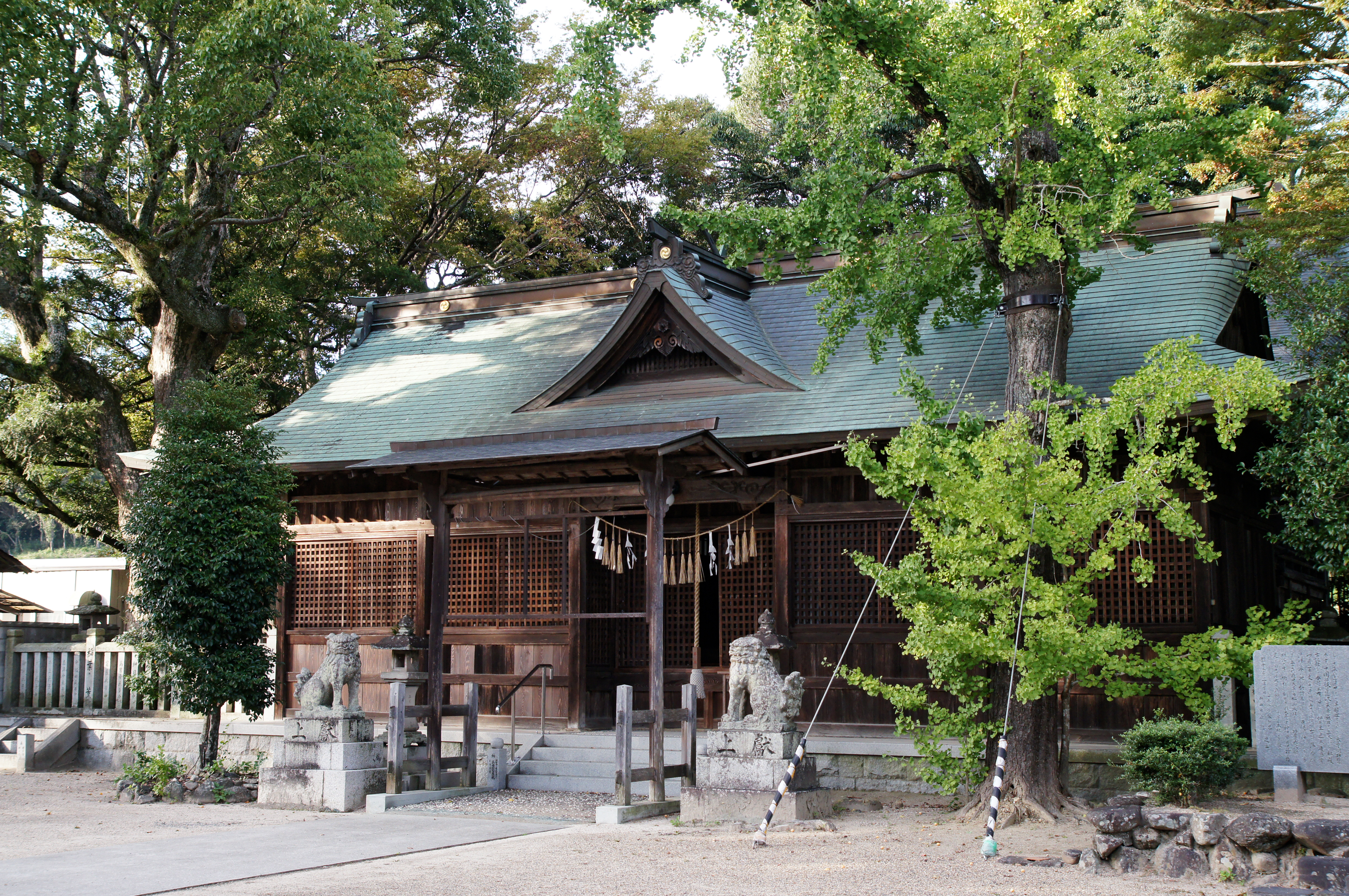
御坂公民館
- 御坂神社[4][5]

- 三木市立志染小学校
- 兵庫県立三木防災公園
- 三木警察署御坂駐在所
- 御坂神社

## 交通

### 鉄道
地内には鉄道は走っていない。

### バス
- 神姫バス
  - 西脇急行線
- みっきぃバス

### 道路
- 山陽自動車道
  - 三木東インターチェンジ
- 兵庫県道38号三木三田線
  - 志染バイパス
- 兵庫県道83号平野三木線
- 兵庫県道85号神戸加東線

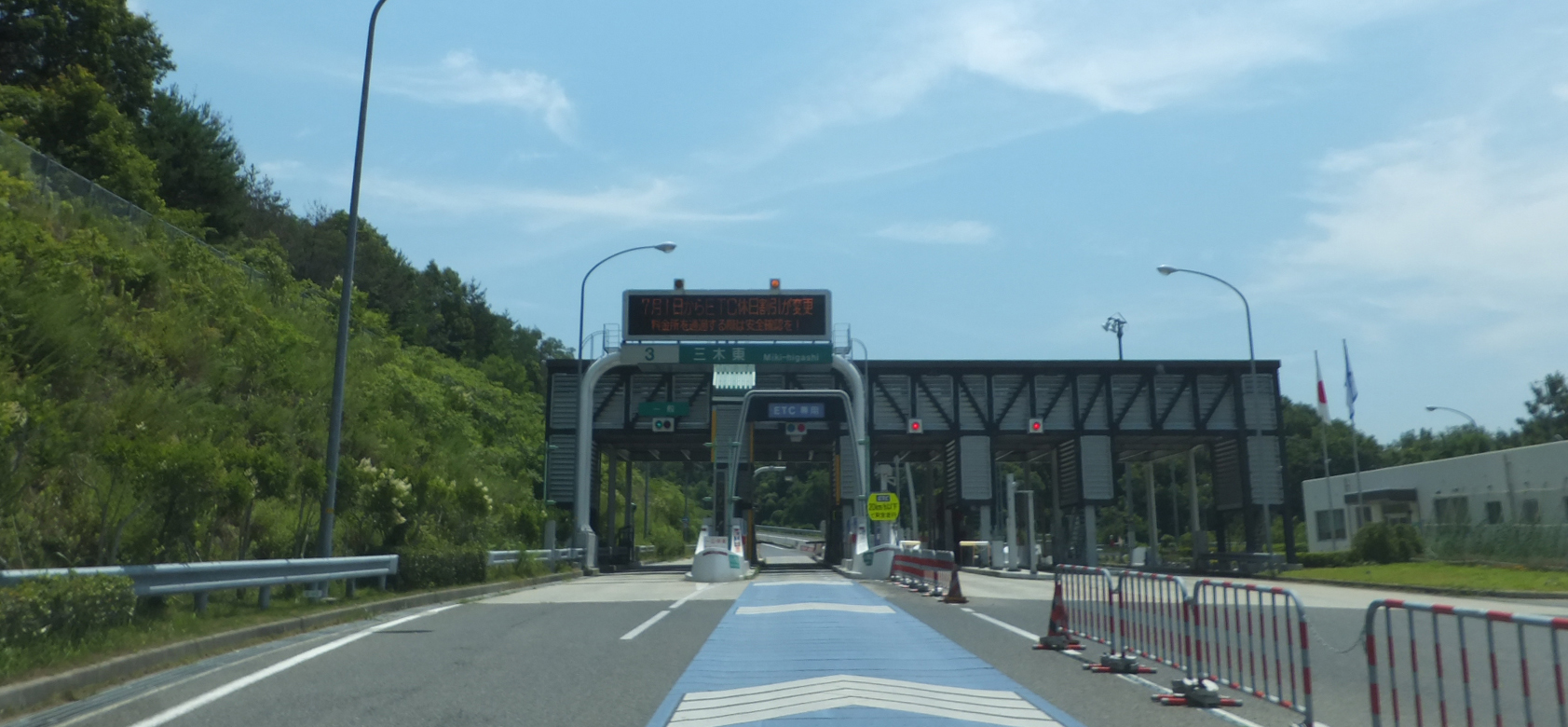
三木東インターチェンジ
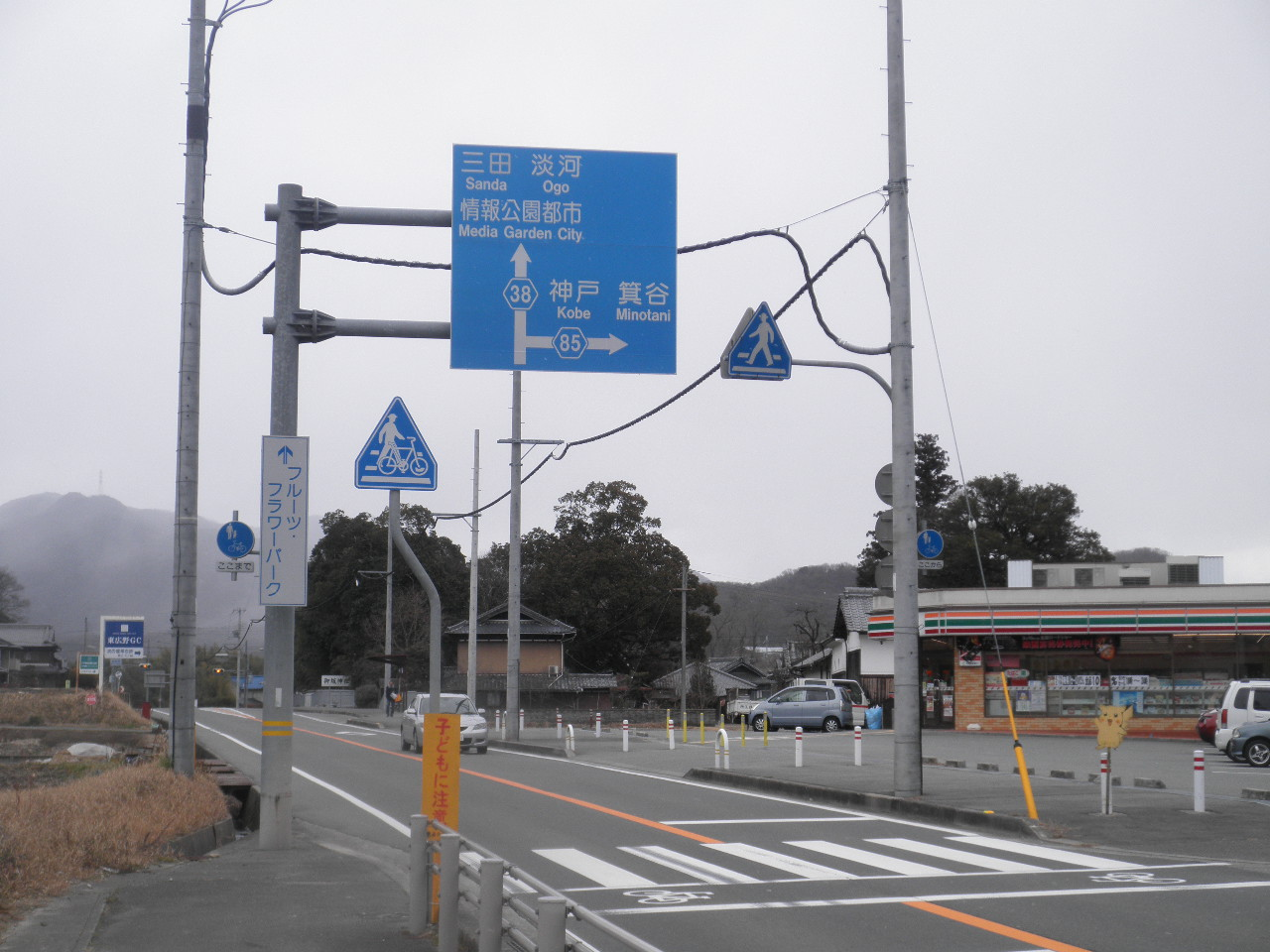
兵庫県道38号三木三田線
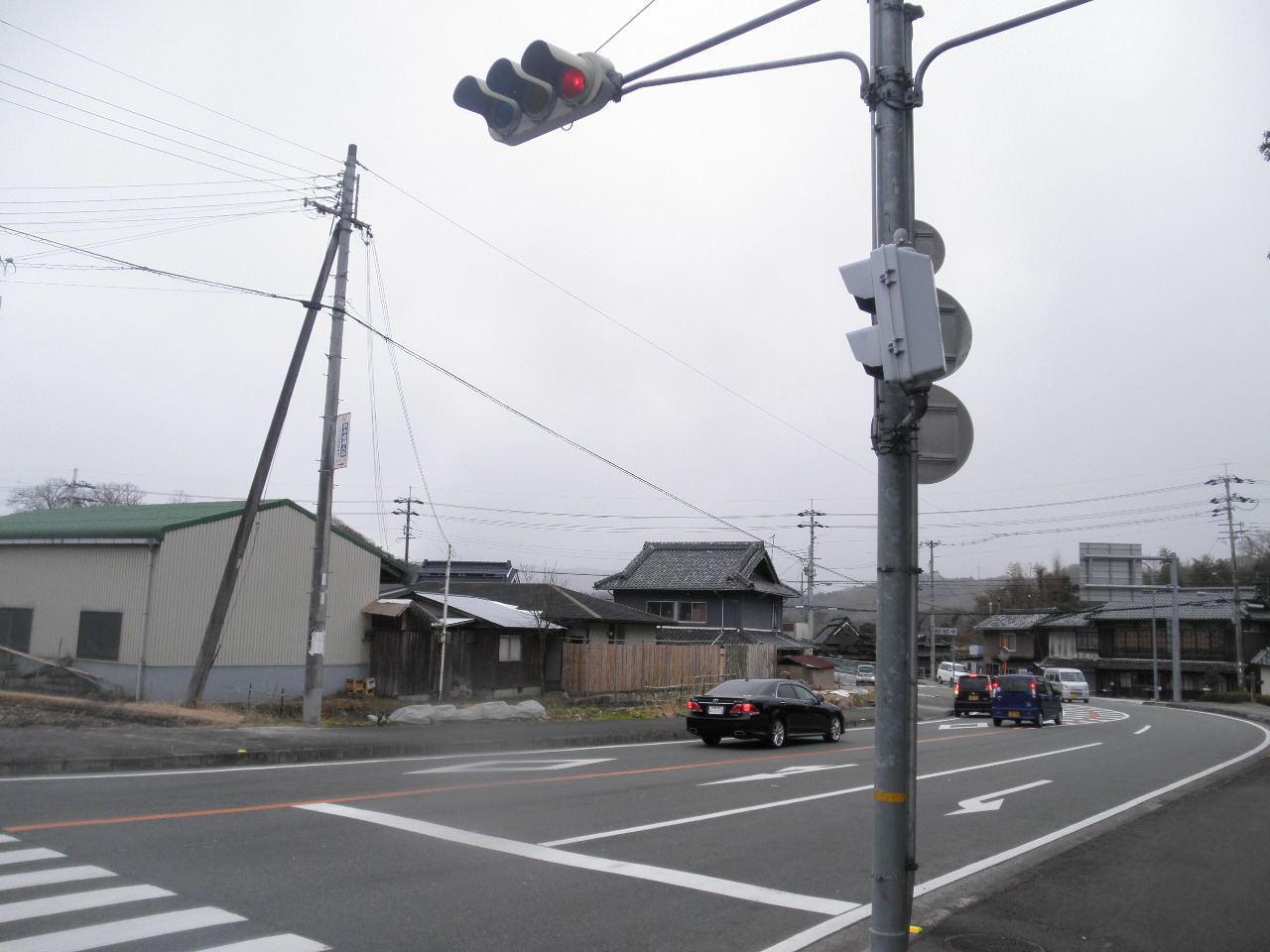
兵庫県道85号神戸加東線